# Carl Fridh Kleberg
Carl Jonas Fridh Kleberg, född 12 maj 1987 i Matteus församling i Stockholm, är en svensk journalist. Han är son till Lars Kleberg (professor emeritus i ryska) och Maria Fridh och bodde i Moskva med sina föräldrar under åren 1990–1994. Han blev i augusti 2010 utrikesreporter på TT Nyhetsbyrån, och rapporterade från oroligheterna i Egypten och Syrien. Åren 2015–2017 arbetade han som utrikesreporter för Expressen, med fokus på Syrien, Turkiet och Ryssland – sedan 2016 baserad i Moskva. Han är sedan 2017 utrikesreporter på Sveriges Television.
Kleberg var åren 2012–2016 med i redaktionen för Grävande journalisters tidning Scoop.
Kleberg utövar brasiliansk jiu-jitsu och har blått bälte.

### Fotnoter
1. ↑  Sveriges befolkning 1990, Riksarkivet, 2011, ISBN 978-91-88366-91-7.[källa från Wikidata]
2. ↑  Sveriges befolkning 2000, Sveriges Släktforskarförbund, 2020, läst: 25 juni 2023.[källa från Wikidata]
3. ↑  Muck Rack, journalist-ID på Muck Rack: carl-fridh-kleberg-1, läs online, läst: 3 april 2022.[källa från Wikidata]
4. ↑  Sveriges befolkning 1990, CD-ROM, Version 1.00, Riksarkivet (2011)
5. ↑  ”Stipendierapport”. Publicistklubben. 14 maj 2021. http://www.publicistklubben.se/wp-content/uploads/2018/10/Stipendierapport-Carl-Fridh-Kleberg.pdf. Läst 14 maj 2021.
6. ↑  ”Expressens Moskva-korre lämnar”. Resumé. https://www.resume.se/nyheter/artiklar/2017/04/10/expressens-moskva-korre-lamnar/. Läst 21 mars 2018.
7. ↑  ”Twitter”. 11 december 2016. https://mobile.twitter.com/FridhKleberg/status/807868008156762112. Läst 19 mars 2022.